# Phrealcia ussuriensis
Phrealcia ussuriensis is een vlinder uit de familie van de koolmotten (Plutellidae). De wetenschappelijke naam van de soort is voor het eerst geldig gepubliceerd in 1901 door Rebel.